# ジャンニ・レノーチ
ジャンニ・レノーチ（Gianni Lenoci、1963年6月6日 - 2019年9月30日）は、イタリアのジャズ・ピアニストで作曲家である。

## 略歴
レノーチはピアニストのポール・ブレイとマル・ウォルドロンに師事した。1995年のアルバム『Existence』のレビュー担当は、レノーチの「魅力はポール・ブレイのスカラーに対する調査にあります。彼はそれぞれの場合にメロディの中心まで進むことで即興の音階を見つけ、そうしてから、アルペジオと音符の素早いかたまりを作り出して、別のドアを開けながらそれを覆います」とコメントした。レノーチは、2019年9月30日に亡くなった。

## ディスコグラフィ

### リーダー・アルバム
- Existence (1995年、Splasc(h))
- Blues Waltz (1996年、Splasc(h))
- Franco Degrassi Gianni Lenoci (1998年、ASC)
- All in Love Is Fair (1998年、Splasc(h))
- Sur Une Balançoire (2003年、Ambiances Magnétiques)
- Ergskkem (2006年、Silta)
- Ephemeral Rhizome (2009年、Evil Rabbit)
- Reciprocal Uncles (2010年、LongSong)
- Secret Garden (2011年、Silta)
- Plaything (2012年、NoBusiness)
- Empty Chair (2013年、Silta)
- Morton Feldman – For Bunita Marcus (1985) (2013年、Amirani) ※モートン・フェルドマン作品集

### 参加アルバム
- Massimo Urbani : Round About Max with Strings (1991年、Sentemo)
- Eugenio Colombo : Guida Blu (1999年、Splasc(h))
- Carlo Actis Dato : Entomology (2002年、Setola Di Maiale)
- Stefano Luigi Mangia : Painting on Wood (Pittura Su Legno) (2009年、Leo)